# Makamau Hekau
Tukala Makamau Hekau (geb. 2. Februar 1938, Alofi; gest. 25. Januar 2019) war ein Politiker in Niue.

## Leben
Hekau war Mormone und von Beruf Metzger. Er ist Vater von dreizehn Kindern Bei den Parlamentswahlen 1990 trat er in seinem Wahlkreis Alofi South erfolglos gegen Premierminister Sir Robert Rex an und erhielt 40,8 % der Stimmen, während Robert Rex seinen Sitz mit 46,7 % der Stimmen behielt. Er gewann diesen Sitz bei den Wahlen 1993, nach dem Tod von Robert Rex. Drei Jahre später, in den Wahlen 1996 wurde er abgewählt, als Robert Rex Junior, der Sohn von Rex Senior gegen ihn antrat.
In den Wahlen 1999, wie auch in den Wahlen 2002 trat er erneut erfolglos an und zusammen mit seiner Frau Maihetoe Hekau kandidierte er ebenfalls erfolglos bei den Wahlen 2005. Makamau Hekau musste sich in Alofi Süd gegen Organ Viliko geschlagen geben, seine Frau kandidierte auf nationaler Ebene, als sechs der zwanzig Mitglieder der Niue Fono Ekepule (Parlament) gewäht wurden. Sie kam auf den sechsten Platz, gemeinsam mit Toke Talagi, verlor aber die Stichwahl. Danach kandidierte Makamau Hekau nicht mehr. Maihetoe Hekau wurde bei den  Wahlen 2008 gewählt, verlor den Sitz jedoch wieder 2011.
Die Tochter Sinahemana Hekau wurde 2023 in das Parlament gewählt.